# Hans-Christiansen-Haus

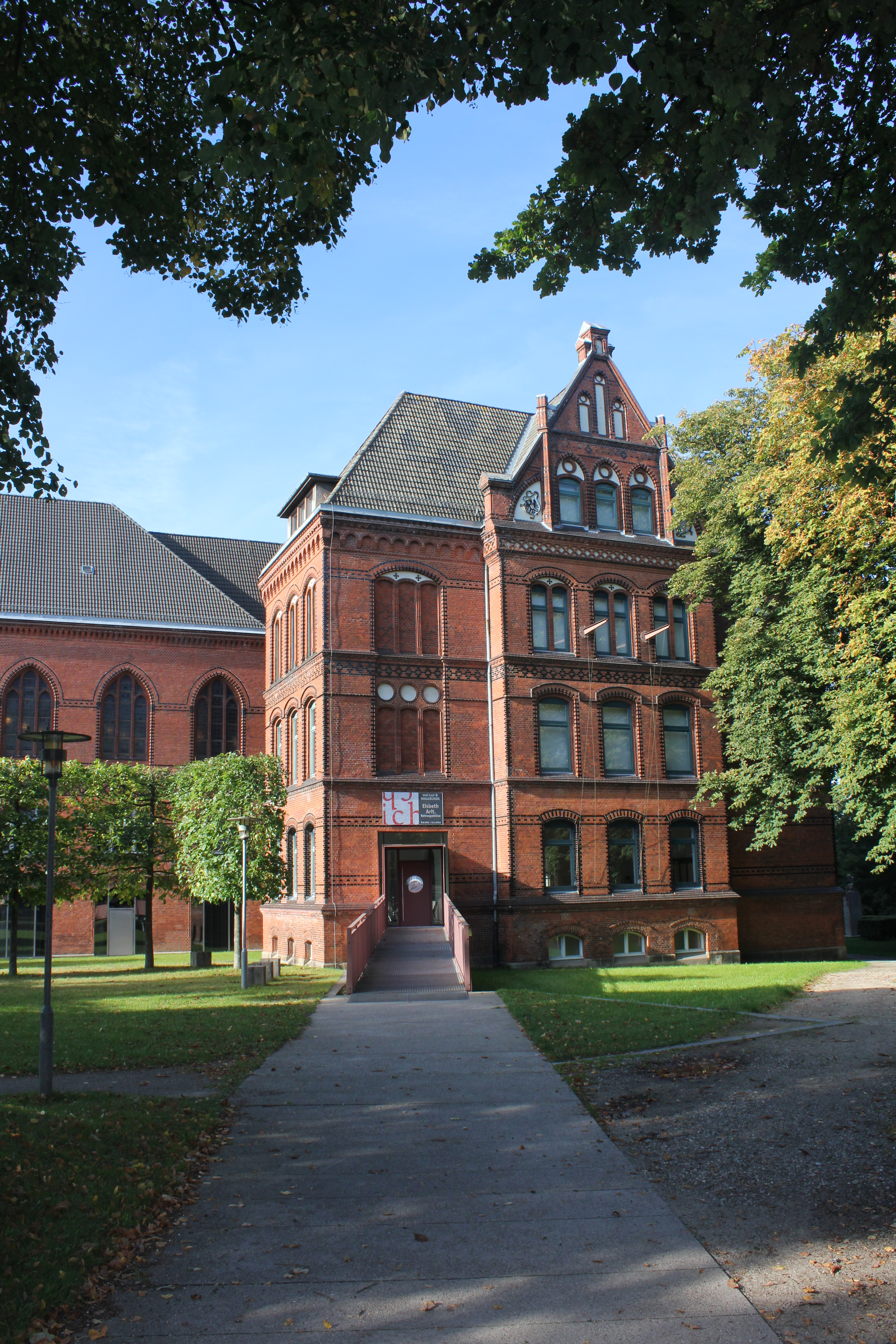
Hans-Christiansen-Haus (Flensburg 2013)

Das Hans-Christiansen-Haus ist ein ehemaliges Flensburger Schulgebäude, einer Schule aus dem 19. Jahrhundert, die sich später zur Goethe-Schule Flensburg entwickeln sollte. Das Schulgebäude ist heute ein Kulturdenkmal des Stadtteils Friesischer Berg und gehört mit der untergebrachten Sammlung zum Museumsberg Flensburg.

## Geschichte
Das Gebäude wurde in den Jahren 1894 bis 1896 nach Entwürfen des Stadtbaurates Otto Fielitz für die Oberrealschule und Landwirtschaftsschule bei der Reepschlägerbahn gebaut. Der neugotische Backsteinbau erhielt neben einzelnen Schulräumen auch eine passende Aula. Bei der Einweihung der Schule am 17. Oktober 1896 lobte Schuldirektor Flebbe das Schulgebäude als eine „Zierde der Stadt“. Ganz besonders bedankte er sich beim Stadtbaurat Fielitz, ein „Meister, der nicht nur die Grundrisse [...] trefflich und sinnreich erdacht und ausgearbeitet, sondern auch mit liebevoller Sorgfalt ihre Ausführung überwacht hat, stets mit unermüdlicher Geduld auf Wünsche [...] eingehend.“
Mit dem Bau eines neuen Schulgebäudes in der Bismarckstraße 41 teilte sich die Schule auf zwei Standorte auf. 1933 wurde der Standort bei der Reepschlägerbahn von der Schule auf Grund niedrigen Schülerzahlen aufgegeben. Der dortige Schulbetrieb wurde zum Standort an der Bismarckstraße verlagert. Seit dem besagten Jahr 1933 diente das Gebäude zunächst offenbar verschiedenen Zwecken.
Im Jahr 1938 wurde dort die Zollschule Flensburg eröffnet. 1943 wurde der Lehrbetrieb der Schule eingestellt. Das Gebäude wurde als Lazarett beansprucht. Im Jahr 1946 nahm die Zollschule ihren Lehrbetrieb wieder auf. 1950 zog die Zollschule in die Marineschule Mürwik um. Das Gebäude stand damit der Stadt wieder zur Verfügung. Es diente in der Folgezeit weiterhin schulischen Zwecken. Von 1968 bis in die 1980er Jahre diente das Gebäude der Nikolai-Hauptschule als Standort. 1986/1987 diente das Gebäude der neugegründeten Nordischen Universität als Standort für den Lehrbetrieb der Universität. Der Verwaltungssitz befand sich fünf bis zehn Minuten zu Fuß entfernt im Westindienspeicher, unten in der Stadt.
Ab 1991 wurde die Umgestaltung zur Erweiterung des benachbarten Museumsareals geplant. Dem Gebäude wurde auf der Südseite eine Rampe hinzugefügt, welche zu einem neu geschaffenen Eingang führt. Im Jahr 1997 wurde das neue Museumsgebäude schließlich eröffnet. Das Gebäude wurde nach dem in Flensburg geborenen Jugendstil-Künstler Hans Christiansen benannt.

## Denkmal zum Ersten Weltkrieg
Vor dem Gebäude, zum Hang hin, steht ein 1921/1922 aufgestelltes Denkmal an die Gefallenen Schüler und Lehrer der Oberrealschule (Goethe-Schule). Das Denkmal besteht aus einer Sandsteinsäule mit Gedenkinschrift. Auf der Säule befindet sich ein in Trauer kniender Soldat.

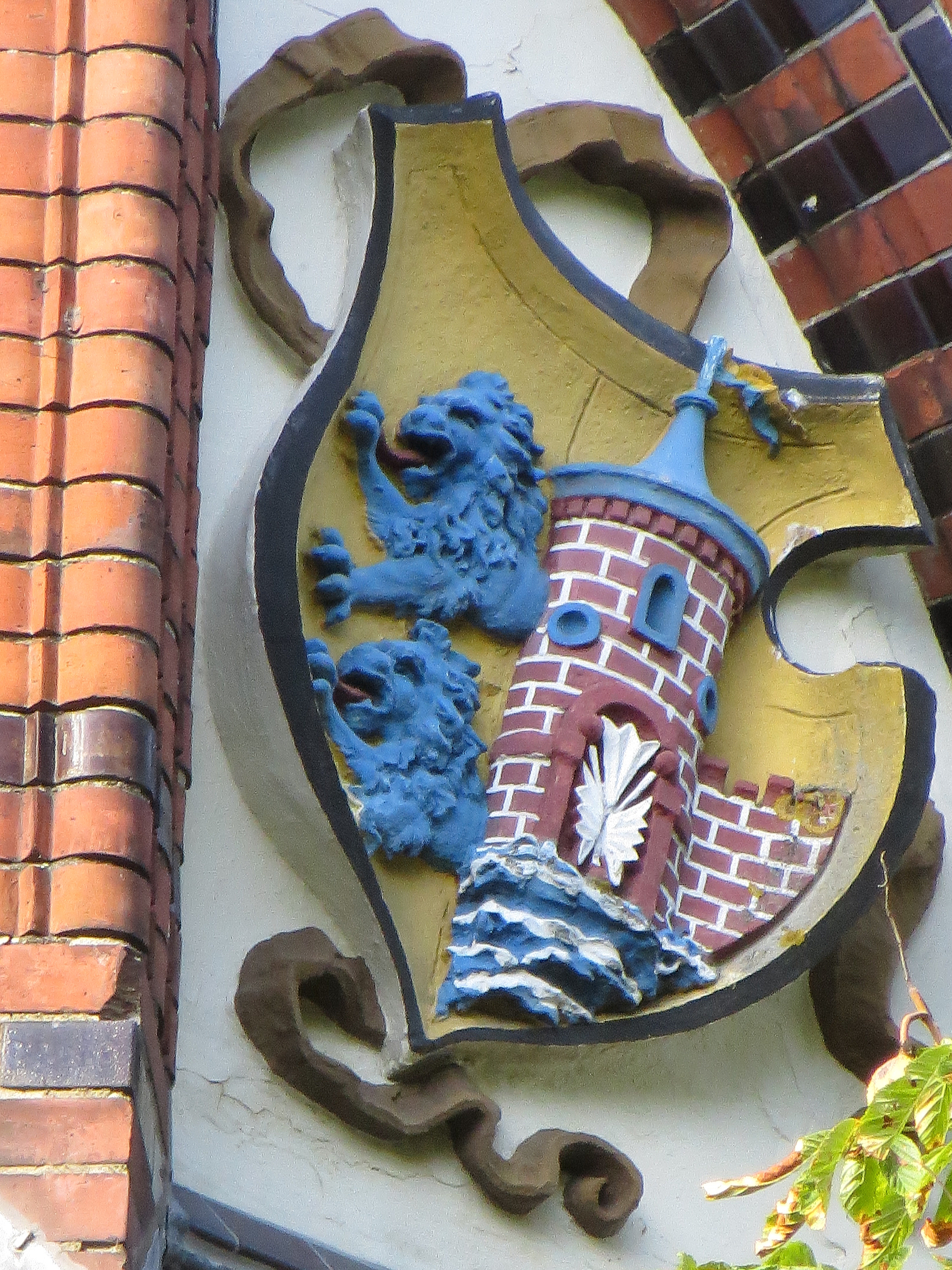
Eines der beiden Flensburg-Wappen des Gebäudes (Südseite).
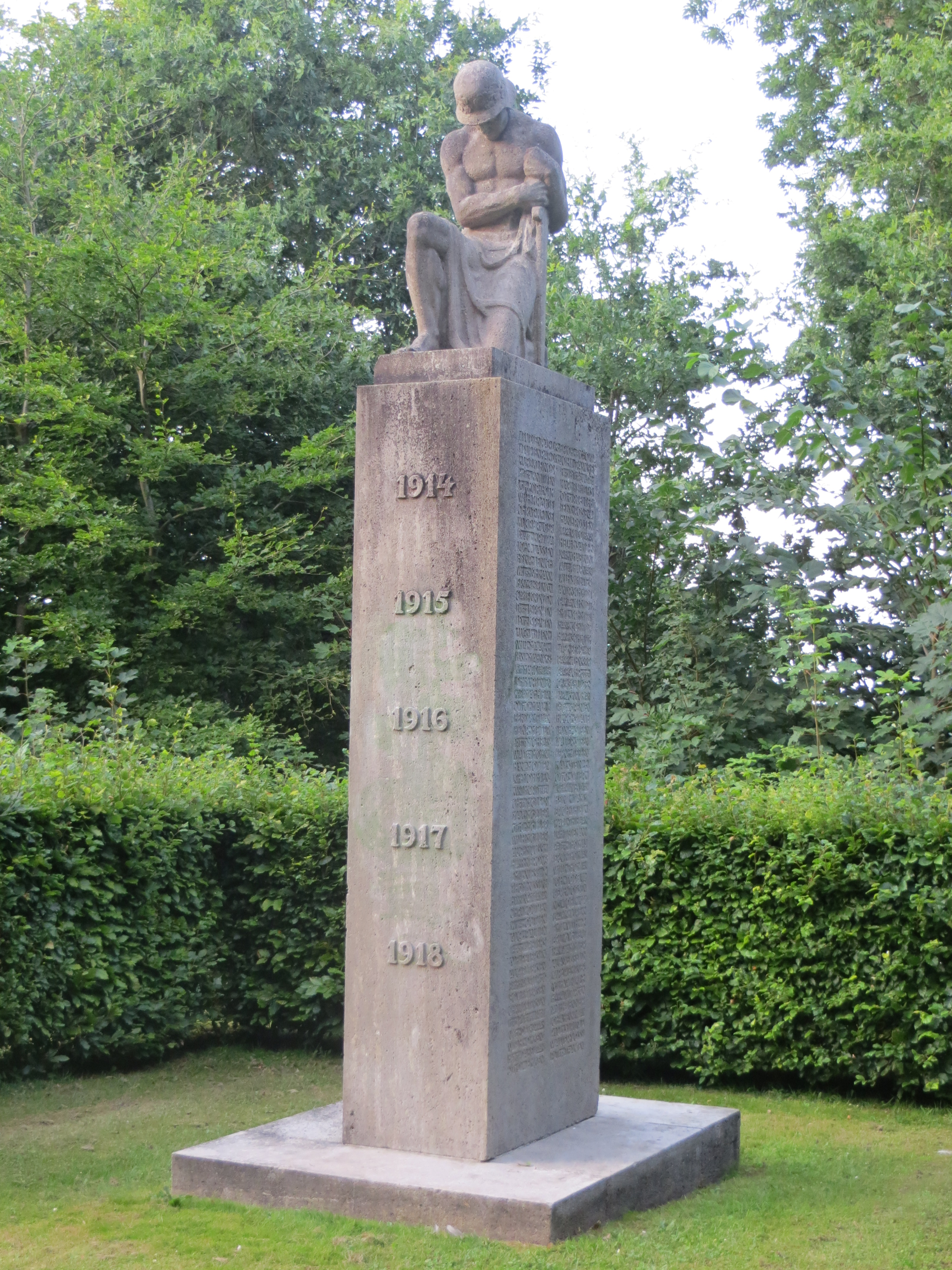
Denkmal für die Gefallenen Lehrern und Schülern im Ersten Weltkrieg der Oberrealschule (Goethe-Schule)
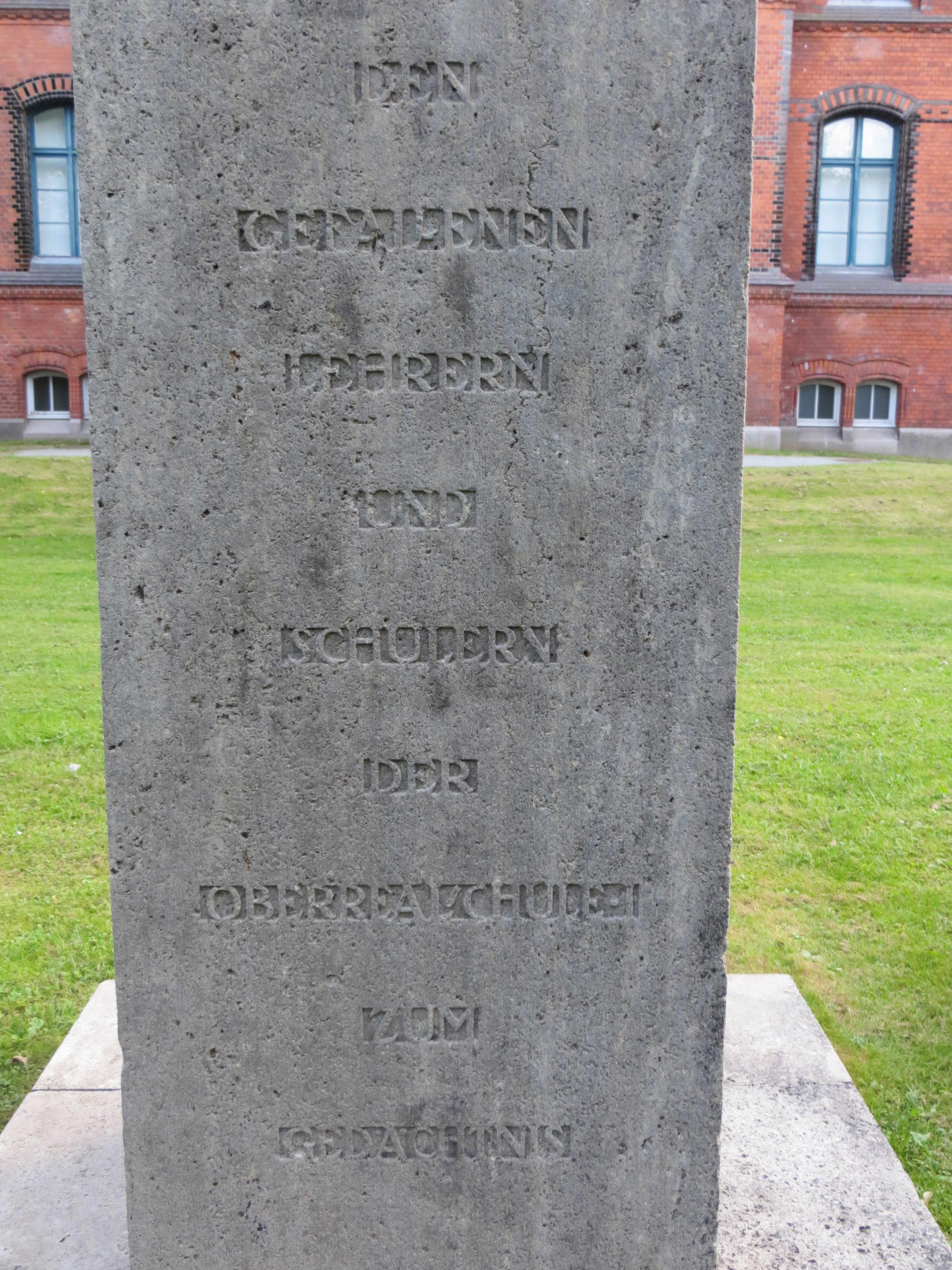
Inschrift des Denkmals
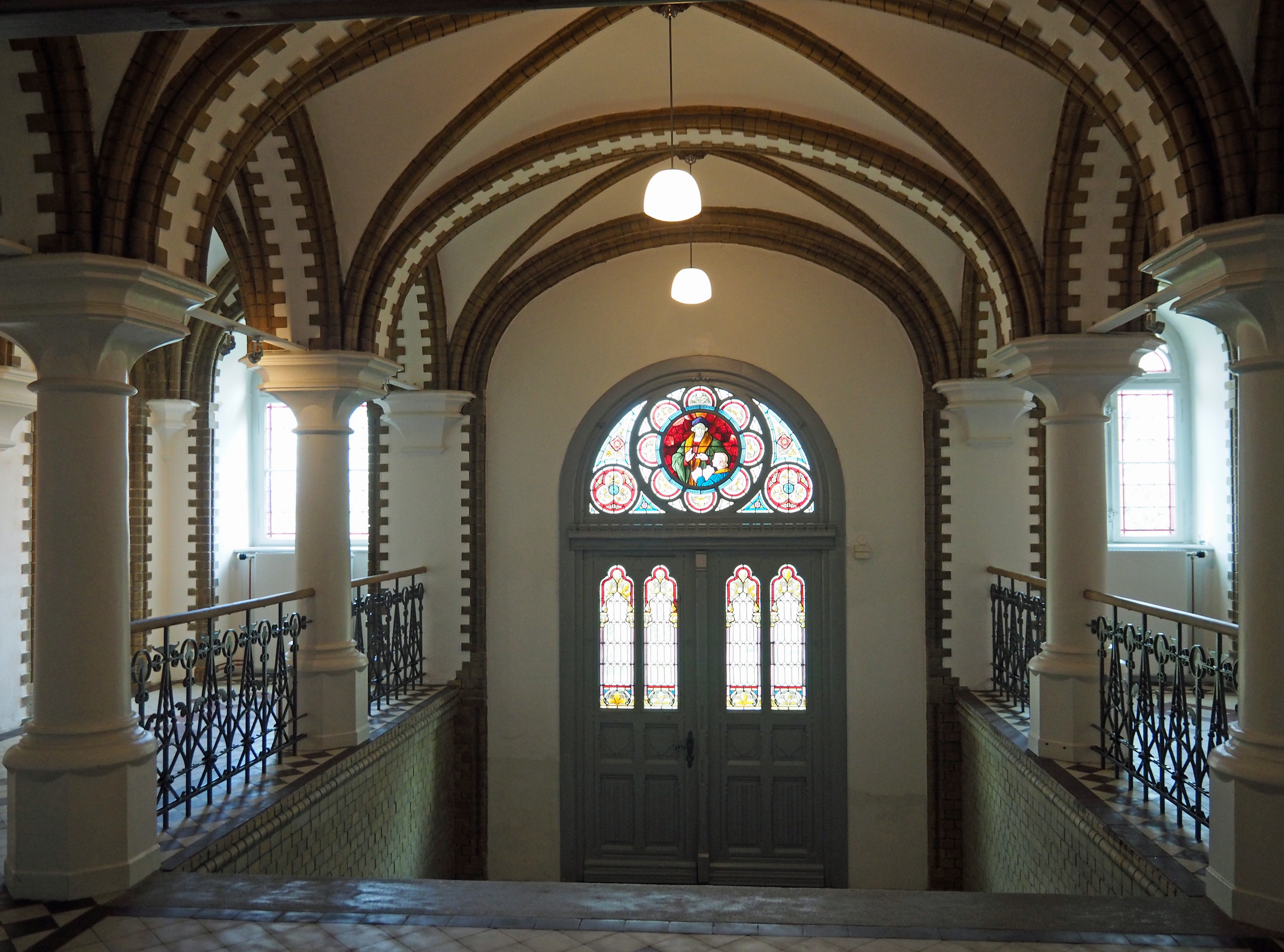
Eingang mit Kreuzrippengewölbe der ehemaligen Schule
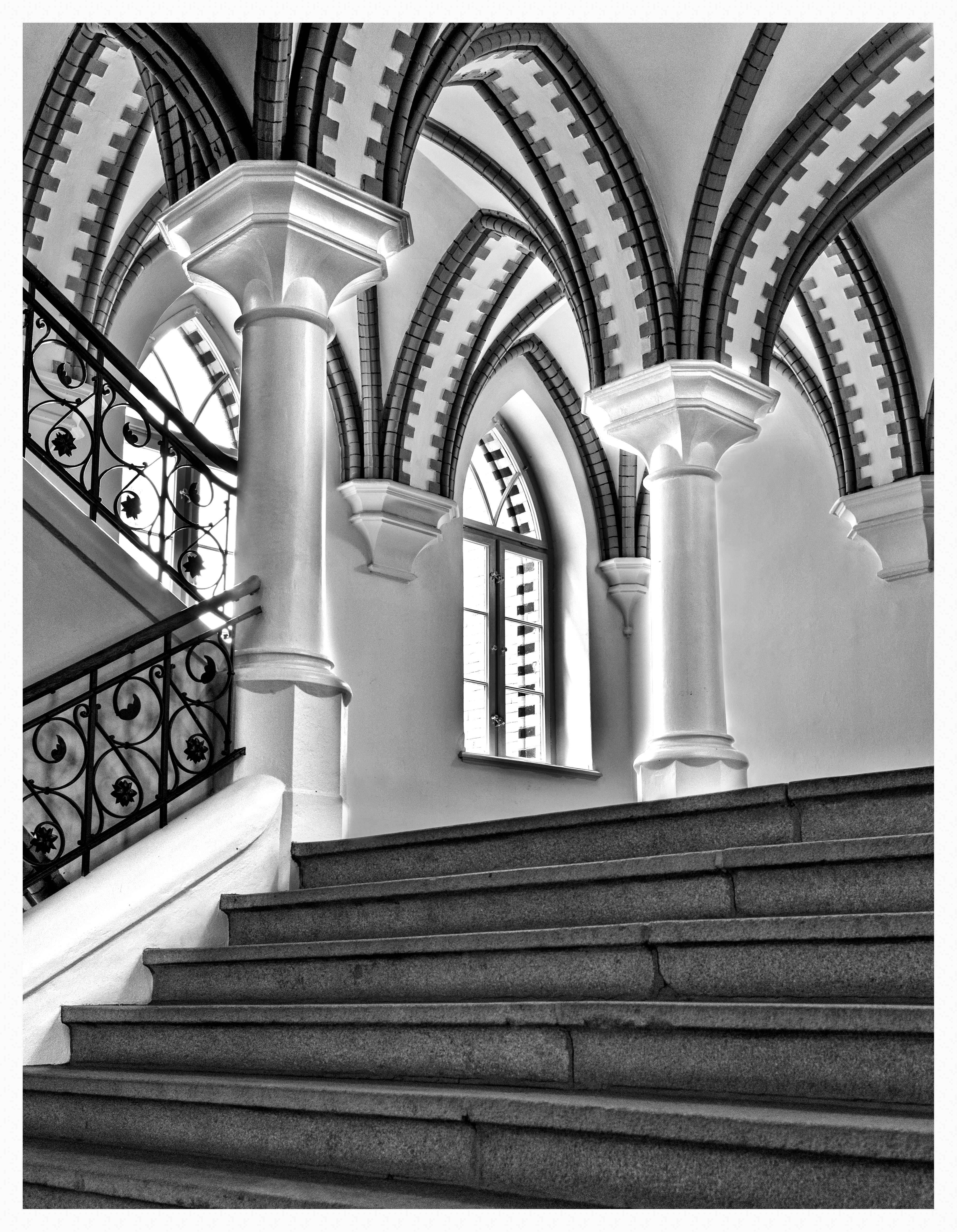
Treppenhaus des ehemaligen Schulgebäudes

## Sammlung im Hans-Christiansen-Haus
Für die zum Museum gehörende Sammlung im Hans-Christiansen-Haus siehe dort für Weiteres. Die besagte Sammlung besteht primär aus Bildern, aber auch aus dem Pariser Zimmer, das früher im benachbarten Heinrich-Sauermann-Haus zu finden war.